# Planungsverband (Mecklenburg-Vorpommern)
Die regionalen Planungsverbände sind in Mecklenburg-Vorpommern durch Landesgesetz gebildete Körperschaften des öffentlichen Rechts, die für die Regionalplanung unterhalb der Landesebene zuständig sind. Mitglieder der regionalen Planungsverbände sind die Landkreise, kreisfreien Städte, großen kreisangehörigen Städte und Mittelzentren, die zur jeweiligen gesetzlich festgelegten Region gehören.
Aufgabe der regionalen Planungsverbände ist die Aufstellung, Änderung, Ergänzung oder Aufhebung der regionalen Raumentwicklungsprogramme, die aus dem von der Landesregierung erlassenen Landesraumentwicklungsprogramm zu entwickeln sind. Organe der regionalen Planungsverbände sind die proportional zur Bevölkerungszahl aus Vertretern der Mitgliedskommunen zusammengesetzte Verbandsversammlung sowie der Verbandsvorstand, der zur Hälfte aus den Oberhäuptern der Exekutive der Mitgliedskommunen, zur anderen Hälfte aus von der Verbandsversammlung aus ihrer Mitte gewählten Mitgliedern besteht. Die regionalen Planungsverbände bedienen sich bei der Wahrnehmung ihrer Aufgaben der Ämter für Raumordnung und Landesplanung (ÄfRL) als Geschäftsstellen, die dabei an die fachlichen Weisungen der regionalen Planungsverbände gebunden sind.
Regionale Planungsverbände bestehen für folgende vier Regionen:
- Regionaler Planungsverband Mecklenburgische Seenplatte[8] für die Planungsregion Mecklenburgische Seenplatte (umfasst den Landkreis Mecklenburgische Seenplatte).
- Planungsverband Region Rostock[9] für die Planungsregion Mittleres Mecklenburg/Rostock (umfasst den Landkreis Rostock und die Stadt Rostock), siehe Mittleres Mecklenburg.
- Regionaler Planungsverband Vorpommern[10] für die Planungsregion Vorpommern (umfasst die Landkreise Vorpommern-Greifswald und Vorpommern-Rügen), siehe Vorpommern.
- Regionaler Planungsverband Westmecklenburg[11] für die Planungsregion Westmecklenburg (umfasst die Landkreise Ludwigslust-Parchim und Nordwestmecklenburg, sowie die Stadt Schwerin), siehe Westmecklenburg.